# Celamoides bimaculata
Celamoides bimaculata är en fjärilsart som beskrevs av Van Eecke 1920. Celamoides bimaculata ingår i släktet Celamoides och familjen trågspinnare. Inga underarter finns listade i Catalogue of Life.